# Oriol Rosell i Argerich
Oriol Rosell i Argerich   (Puig-reig, 7 de juliol de 1992) és un jugador de futbol català que juga com a defensa central. És internacional amb la selecció catalana.

## Carrera esportiva
Format a les categories inferiors del Reial Club Deportiu Espanyol de Barcelona, el 2006 arribà al Cadet B del FC Barcelona. Va començar jugant al mig del camp, de pivot, però al juvenil del Barça el seu entrenador, Òscar Garcia, el va endarrerir al centre de la defensa. La temporada 2011-2012, amb Eusebio Sacristán a la banqueta del filial, es va incorporar a la plantilla del Barça B. Al final de la temporada, en no comptar amb gaires minuts, decideix rescindir el seu contracte amb l'entitat blaugrana i fitxa per l'Sporting Kansas City de l'MLS americana.
Després de proclamar-se campió de l'MLS amb el Kansas City, va signar un contracte per cinc temporades amb l'Sporting de Lisboa per a les cinc pròximes temporades, amb una clàusula de rescissió de 45 milions d'euros. Degut a les regles de l'MLS, les condicions del traspàs no són públiques. Des de l'Sporting, on no es va acabar de consolidar, va passar com a cedit, primer, al Vitória Guimaraes (gener-juny 2016) i, després, al Belenenses (temporada 16-17), també de Lisboa. Del 28 d'agost de 2017 al 29 de gener de 2018 va jugar cedit al Portimonense SC, i des de llavors va tornar a la lliga americana per jugar a l'Orlando City.

## Internacional

### Selecció catalana
El 30 de desembre de 2013 va disputar amb la selecció catalana el Trofeu Catalunya Internacional 2013, un partit contra la selecció de Cap Verd, un partit disputat a l'Estadi Olímpic Lluís Companys de Barcelona, que va acabar amb victòria de la selecció catalana per 4 gols a 1.

## Ideologia política
S'ha manifestat en diferents ocasions a favor de la independència de Catalunya i ha manifestat que encara que fos seleccionat per la selecció espanyola de futbol no hi aniria. També ha manifestat que votaria 'Sí' a la independència en la consulta sobre la independència de Catalunya.

## Palmarès
- MLS Champions (Major League Soccer)
- US Cup
- Taça de Portugal: 2014–15
- Supertaça de Portugal: 2015